# Fruitdale (Kalifornia)
Fruitdale – jednostka osadnicza w Stanach Zjednoczonych, w stanie Kalifornia, w hrabstwie Santa Clara.